# Redhead Kingpin and the F.B.I.
Redhead Kingpin and the F.B.I. war eine US-amerikanische Hip-Hop- und New-Jack-Swing-Gruppe.

## Geschichte
Die Gruppe wurde mit ihrer Debütsingle Do the Right Thing aus dem Album A Shade of Red bekannt, die 1989 Platz 12 in den deutschen Singlecharts und Platz 13 in den britischen Singlecharts erreichte. Das Album selbst stieg mit Platz 35 in die britischen Albumcharts ein. Als Leadsänger der Formation fungierte der 1970 in Engelewood, New Jersey geborene David Guppy, dessen leuchtend rote Haare einen Teil zur Namensgebung der Band beisteuerte. Die Begleitband F.B.I. (For Black Intelligence) setzte sich ergänzend aus DJ Wildstyle, Bo Roc, Lt. Squeak, Buzz und Poochie zusammen.

## Diskografie
Alben
- 1989: A Shade of Red – (Virgin)
- 1991: The Album With No Name – (Virgin)

Singles und EPs
- 1989: Do the Right Thing – (Virgin)
- 1989: Pump It Hottie – (Virgin)
- 1989: Superbad, Superslick – (Virgin)
- 1989: We Rock The Mic Right – (Virgin)
- 1990: We Don't Have A Plan B / All About Red – (Virgin)
- 1991: It's A Love Thang (Word) – (Virgin)
- 1991: Get It Together – (Virgin)
- 1991: Nice & Slow – (Virgin)
- 1991: 3-2-1 Pump – (Virgin)